# ありがとう・さようなら
「ありがとう・さようなら」は、日本の楽曲。作詞：井出隆夫、作曲・編曲：福田和禾子、歌：中井貴一&吉田直子。

## 概要
福田和禾子が「100年残る名曲を」という意気込みで作った楽曲。1985年2月にNHK『みんなのうた』で放送された。同番組のテレビ放送では木造の小学校校舎や教室、卒業式の写真などを用いた実写合成による映像が使用された。
2017年時点でも卒業・卒園ソングの定番として認知されている。タイトルや歌詞中に「卒業」との語は使用されていないが、歌詞には学校を卒業することに対してそれまでの学校や友人との思い出、これからの気持ちなどが表されている。

## 収録アルバム
- NHKみんなのうた 50 アニバーサリー・ベスト ～大きな古時計～（2011年 ソニー・ミュージックダイレクト）

### カバー
- ピーカブー、吉田直子 - 日本コロムビア版カバー音源。「NHKみんなのうた 〜Classic〜」（2013）等に収録
- たいらいさお、吉田直子 - キングレコード版カバー音源。「NHKみんなのうた大全集 恋するニワトリ～おふろのうた」（1985年）等に収録
- 市之瀬洋一、吉田直子 - アポロン音楽工業版カバー音源「NHKみんなのうた」（1993）に収録
- 植村侑広、四谷富士子 - ポニーキャニオン版カバー音源。「決定盤 「NHKみんなのうた」ベスト」（2016）に収録

## 再放送
全て2月 - 3月の放送
- 1986年 - 1989年
- 1991年
- 1992年
- 1994年
- 1995年
- 1997年
- 1998年（ラジオ放送のみ）
- 2002年
- 2014年（お楽しみ枠　3月のみ）
- 2018年2月9日・3月9日（リクエスト）
- 2022年（3月のみ[2]）